# Rectoria vella (Campins)
La Rectoria vella és una obra de Campins (Vallès Oriental) inclosa a l'Inventari del Patrimoni Arquitectònic de Catalunya.

## Descripció
L'edifici és a dues aigües, una restauració moderna ha convertit una ala en un nou edifici independent de la resta i que es fa servir com a despatx parroquial. A la façana de l'antiga rectoria hi destaca una finestra geminada i una altra de conopial de petita motllura. La porta està descentrada en relació al carener, té 11 dovelles, el mateix tipus de pedra arriba gairebé al terra, on hi ha dues grans pedres en forma de petit pedrís a banda i banda de la porta. Val a dir que es pot apreciar el que sembla la resta d'una llosa, on es poden veure inscripcions. Una part de la teulada és possiblement més antiga que la resta, perquè al ràfec sobresurt bastant més.

## Història
Si fem cas a la formació de les finestres, hauríem de datar la construcció entre els segles XV i XVI.